# Nikon D3500

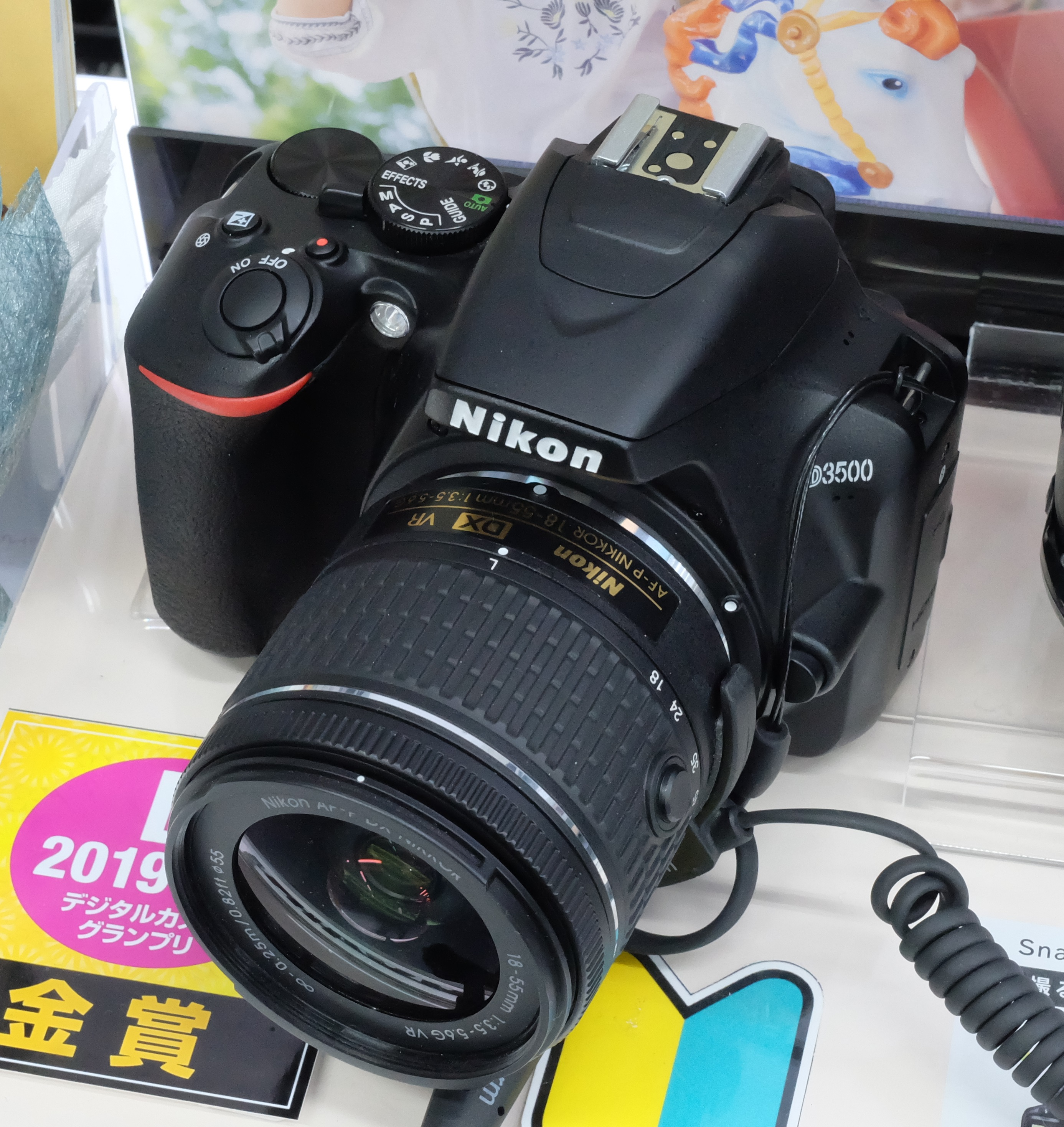
Nikon D3500

Nikon D3500 je digitální jednooká zrcadlovka společnosti Nikon, jež byla uvedena na trh 30. srpna 2018. Jedná se o fotoaparát ze série D3000 určené pro začínající fotografy, ale díky typu snímače se dá srovnávat i s vyššími řadami D5000 a D7000.
V roce 2019 získala ocenění TIPA Best DSLR Camera Award.
V prodeji byl fotoaparát ve dvou setech. Základní set zahrnoval tělo a objektiv AF-P DX NIKKOR 18-55 mm f/3.5-5.6G VR. Druhý set byl rozšířen o objektiv AF-P DX NIKKOR 70-300 mm f/4.5-6.3G ED.
Nikon D3500 se stal jednou z často kupovaných zrcadlovek pro začátečníky, čemuž je samotný fotoaparát uzpůsoben jednak svou ergonomií a intuitivním rozmístěním tlačítek, tak i výkonem. K snadnějšímu pochopení fungování tohoto fotoaparátu slouží nejen manuál, ale na kolečku mezi expozičními režimy lze nalézt také GUIDE. Tento režim je uzpůsoben k snadnému řešení případných problémů nebo k orientaci uživatele.[zdroj?]

## Funkce
- Active D-lightning, rozšiřující dynamický rozsah
  - možnost pouze zapnuto/vypnuto
- Live View umožňuje zaostření na tvář
- Facezoom – fotoaparát rozpozná tvář a při prohlížení prezentuje uživateli fotky plynule za sebou pro kontrolu mrknutí
- Nabízí také kontrolu ořezu fotek přímo ve fotoaparátu
- 3D color matrix metering – pro E a G objektivy

## Technické parametry
Nikon D3500 je digitální zrcadlovkou DSLR s proměnitelnými objektivy Nikon F-mount.

#### Citlivost
Citlivost fotoaparátu se dá nastavit v jednotlivých krocích v rozmezí 100 – 25 600. Kroky jsou pak rozděleny po 1 EV, ale v případě automatického nastavení fotoaparát identifikuje i rozličné kroky – místo 100, 200 nebo 400 zobrazí dle potřeby například 250.
- ISO 100 – 25 600 v krocích po 1 EV

#### Expoziční režimy[5]
Fotoaparát poskytuje několik možností nastavení expozičních režimů. Pro metodu point & shoot jsou nejvhodnějšími režimy Auto a Auto s vypnutým bleskem. Pokročilejším fotografům se budou hodit poloautomatické režimy A, P, S, které usnadňují nastavení. Programová automatika P nabízí volnější ruku při focení momentek. Priorita času S se hodí v případě zachycování pohybu, ať už zmrazeného nebo naznačeného. Prioritou clony je naopak usnadněno nastavování parametrů při zachycení hloubky ostrosti.
Pro pokročilé fotografy je vhodný manuální režim. Fotoaparát nese dvě tlačítka, kterými se tyto veličiny dají měnit.
Mimo tyto základní režimy lze nastavit také Portrét, Noční portrét, Detail, Sportovní režim a Efekty. Pod režimem efekty uživatel nalezne 10 presetů s přednastavenou živostí barev, vignetací, rozmazáním a sytostí.
| Expoziční režimy          |                            |
| ------------------------- | -------------------------- |
| Auto                      |                            |
| Auto s vypnutým bleskem   |                            |
| A – priorita clony        |                            |
| P – programová automatika |                            |
| S – priorita času         |                            |
| M – manuální              |                            |
| Portrét                   |                            |
| Noční portrét             |                            |
| Detail                    |                            |
| Sportovní režim           |                            |
| Efekty                    | Noční vidění               |
|                           | Silueta                    |
|                           | High-key                   |
|                           | Low-key                    |
|                           | Velmi živé                 |
|                           | Pop                        |
|                           | Fotografická ilustrace     |
|                           | Efekt dětského fotoaparátu |
|                           | Efekt miniatury            |
|                           | Selektivní barva           |

#### Hledáček
Hledáček je tvořen z pentamirror a pokrývá 95 % pole jak horizontálně tak i vertikálně. Zvětšení je 0,85x a při převodu na DX 0,57x. V hledáčku je zabudovaný displej, jež ukazuje uživateli na spodní straně hledáčku hodnoty ISO, clony a času.
Přepínat mezi Živým náhledem na dispeji a hledáčkem lze pomocí tlačítka Lv.

#### Kompenzace expozice
+/- 5 EV stupňů s kroky po 1/3 EV

#### Max rozlišení
Maximální rozlišení dosahuje 6000 x 4000, 24.2 megapixelů 
Fotografie mohou být uchovávány v jedné ze tří velikostí
- S (malá) - 6,0 M pixelů, 2992 x 2000
- M (střední) - 13,5 M pixelů, 4496 x 3000
- L (velká) - 24 M pixelů, 6000 x 4000

#### Ostření
| Ostření                                        |                             |
| ---------------------------------------------- | --------------------------- |
| Předvídající měření v závislosti na objektu    |                             |
|                                                | Single servo AF (AF-S)      |
|                                                | Countinuous servo AF (AF-C) |
| Manuální ostření MF s elektronickým dálkoměrem |                             |

#### Paměťová karta
Nejužívanějším formátem pamětových karet je SD a kompatibilitu potvrzuje i u SDHC a SXDC.

#### Senzor
24,2 megapixelový sensor CMOS APS-C bez optického antialiasingového filtru OLPF.
Rozměry 23,5 x 16,5 mm
Výrobce SONY

#### Video
Na fotoaparát lze natočit video, a to D-movie 60p bez ořezu, Full HD 1080 a HD. Rychlost záznamu je 60 fps. K fotoaparátu nelze připojit externí mikrofon, zvuk je nahráván pouze samotným přístrojem. Video je ukládáno ve fomátu MOV.

#### Výstupní formáty
Jpeg – může nastat komprese fine (1:4), normal (1:8) nebo basic (1:16)
NEF (RAW) - 12bit, komprimované 

#### Vyvážení bílé
| Vyvážení bílé           |
| ----------------------- |
| Auto                    |
| Zataženo                |
| Přímý sluneční svit     |
| Blesk                   |
| Fluorescentní (7 druhů) |
| Incandescentní          |
| Stín                    |
| Manuální preset         |

#### Závěrka
Elektronická vertikální focal-plane
Rozmezí 30 s – 1/4000s

##### Sériové snímky[9]
Závěrka dosahuje rychlosti 5 fps = 5 snímků za vteřinu. V sérii dokáže zachytit 16 RAW nebo 50 JPEG snímků.

#### Blesk
Zabudovaný vystřelovací blesk s několika režimy
Synchronizace s bleskem 1/200
| Blesk                                     |
| ----------------------------------------- |
| Auto                                      |
| Auto s redukcí červených očí              |
| Fill flash                                |
| Rear curtain sync                         |
| Rear curtain sync s redukcí červených očí |
| Auto slow sync                            |
| Auto slow sync s redukcí červených očí    |
| Redukce červených očí                     |
| Redukce červených očí s slow sync         |
| Slow sync                                 |

#### Baterie
Fotoaparát využívá dobíjecí baterie Nikon EN-EL14a Li-Ion.
- 7,2 V
- 1230mAh
- 8,9 Wh

#### Displej
Jako displej fotoaparátu slouží 3 palcová širokoúhlá TFT-LCD obrazovka s 921 000 body. Není vyklápěcí ani dotyková. Veškeré nastavení fotoaparátu je nutno nastavovat přes tlačítka. Displej lze upravit pouze zvýšením či snížením jasu a nastavením uživatelského rozhraní.

#### Hmotnost
Zrcadlovka váží 415 g, 370 g samotné tělo a základní objektiv by přidal fotoaparátu 215 g.

#### Rozměry
Nikon D3500 patří mezi menší zrcadlovky, což ukazuje na jeho uživatelskou jednoduchost. Přesné rozměry jsou pak 124 x 97 x 70 mm.

## Propojení
K fotoaparátu je kompatibilní aplikace SnapBridge funkční na bázi Bluetooth 4.1. Upozorní uživatele na aktualizace firmware, dokáže stáhnout fotografie do mobilního telefonu s přenosem 2MPx snímků a umožňuje zapnout dálkovou spoušť. K aplikaci se pak váže přístup do bezplatného online sdílení a úložiště souborů Nikon Image Space. 
Fotoaparát naopak nelze připojit na síť Wi-Fi.

## Výhody oproti dřívějším modelům[11]
Nikon D3500 je nástupcem fotoaparátu D3400. Oproti svému předchůdci se liší uvedenými parametry:
- Delší životnost baterie mezi nabitím
  - Zvládne tedy oproti původním 1200 fotkám zachytit až 1550 snímků a také natočit více videomateriálu
- Lehčí o 45 g
  - Nikon D3400 460 g a Nikon D3500 váží 415 g
- Ergonomicky příjemné uchycení těla, které je podobné fotoaparátu Nikon D5600
- Rozmístění tlačítek
  - Většina tlačítek se přesunula na pravou stranu a umožňuje snazší ovládání
  - Zvětšilo se tlačítko pro přehrávání fotek